# Bryant Álamo
Bryant Álamo (* 11. August 2003) ist ein venezolanischer Leichtathlet, der sich auf den Sprint spezialisiert hat.

## Sportliche Laufbahn
Erste Erfahrungen bei internationalen Meisterschaften sammelte Bryant Álamo im Jahr 2022, als er bei den Juegos Bolivarianos in Valledupar in 39,75 s die Silbermedaille mit der venezolanischen 4-mal-100-Meter-Staffel hinter dem kolumbianischen Team gewann. Anschließend schied er bei den U20-Weltmeisterschaften in Cali mit 28,32 s in der ersten Runde im 100-Meter-Lauf aus. Im Jahr darauf gewann er bei den Zentralamerika- und Karibikspielen in San Salvador in 39,13 s die Bronzemedaille mit der Staffel hinter den Teams aus Trinidad und Tobago und der Dominikanischen Republik. Anschließend gewann er auch bei den Südamerikameisterschaften in São Paulo in 39,55 s gemeinsam mit David Vivas, Rafael Vásquez und Alexis Nieves die Bronzemedaille hinter den Teams aus Brasilien und Paraguay. Im November gelangte er bei den Panamerikanischen Spielen in Santiago de Chile mit 39,81 s auf den siebten Platz. 2024 belegte er bei den Hallensüdamerikameisterschaften in Cochabamba in 6,83 s den sechsten Platz im 60-Meter-Lauf und im Jahr darauf gelangte er bei den Hallensüdamerikameisterschaften ebendort mit 6,68 s auf Rang vier. Ende April schied er bei den Südamerikameisterschaften in Mar del Plata mit 10,42 s im Vorlauf über 100 Meter aus und gewann mit der Staffel in 39,85 s die Bronzemedaille hinter den Teams aus Kolumbien und Brasilien.
2024 wurde Álamo venezolanischer Meister in der 4-mal-100-Meter-Staffel.

## Persönliche Bestzeiten
- 100 Meter: 10,29 s (+2,0 m/s), 21. März 2025 in Caracas
  - 60 Meter (Halle): 6,65 s, 31. Januar 2025 in Barquisimeto
- 200 Meter: 21,39 s (−0,3 m/s), 19. Juni 2024 in Caracas